# Lauli
Koordinaten: 59° 33′ N, 26° 6′ O
Lauli ist ein Dorf (estnisch küla) in der estnischen Landgemeinde Haljala im Kreis Lääne-Viru. Bis zur Kommunalreform von 2017 gehörte Lauli zur Landgemeinde Vihula.
Das Dorf hat fünf Einwohner (Stand 2008). Es gehört zum Gebiet des Nationalparks Lahemaa (Lahemaa rahvuspark).
Lauli wurde erstmals 1469 urkundlich erwähnt. Wahrscheinlich ist die Siedlung bereits wesentlich älter. In der Nähe des Ortes wurden zwei prähistorische Kultsteine gefunden.
In Lauli befindet sich heute ein UKW-Sendemast zur Ausstrahlung von Radioprogrammen.